# Greatest Hits Live (album, The Who)
Greatest Hits Live je kompilace živých nahrávek The Who. Toto album bylo vydáno 19. února 2010 výhradně na iTunes Store. Na kompaktním disku bylo vydáno 23. března 2010.

## Seznam skladeb
Autorem všech skladeb je Pete Townshend.

### Disk 1
1. "I Can't Explain" (San Francisco Civic Auditorium, San Francisco, 1971)  – 2:32
2. "Substitute" (San Francisco Civic Auditorium, San Francisco, 1971)  – 2:10
3. "Happy Jack" (City Hall, Hull, 1970)  – 2:12
4. "I'm a Boy" (City Hall, Hull, 1970)  – 2:42
5. "Behind Blue Eyes" (San Francisco Civic Auditorium, San Francisco, 1971)  – 3:39
6. "Pinball Wizard" (Vetch Field, Swansea, 1976)  – 2:48
7. "I'm Free" (Vetch Field, Swansea, 1976)  – 1:44
8. "Squeeze Box" (Vetch Field, Swansea, 1976)  – 2:51 (dříve vydané na reedici The Who by Numbers z roku 1996)
9. "Naked Eye/Let's See Action/My Generation Blues (Medley)" (Charlton Athletic Football Club, jižní Londýn, 1974)  – 14:19
10. "5:15" (The Capital Centre, Largo, Maryland, 1973)  – 5:53
11. "Won't Get Fooled Again" (The Capital Centre, Largo, Maryland, 1973)  – 8:38
12. "Magic Bus" (Leeds University, Anglie, 1970)  – 7:33 (tato verze je původní z LP Live at Leeds, která obsahuje část hranou pozpátku)
13. "My Generation" (Aeolian Hall, London, 1965)  – 3:25 (dříve vydané na albu BBC Sessions)

### Disk 2
1. "I Can See for Miles" (Universal Amphitheatre, Los Angeles, 1989)  – 3:45
2. "Join Together" (Universal Amphitheatre, Los Angeles, 1989)  – 5:09
3. "Love, Reign O'er Me" (Universal Amphitheatre, Los Angeles, 1989)  – 5:53
4. "Baba O'Riley" (Universal Amphitheatre, Los Angeles, 1989)  – 5:16
5. "Who Are You" (Universal Amphitheatre, Los Angeles, 1989)  – 6:22
6. "The Real Me" (Watford Civil Hall, Watford, Hertfordshire, 2002)  – 6:44
7. "The Kids Are Alright" (Royal Albert Hall, Londýn, 2002)   – 4:03
8. "Eminence Front" (Brisbane Entertainment Centre, Brisbane, 2009)  – 5:50
9. "A Man in a Purple Dress" (Nassau Coliseum, Uniondale, New York, 2007)  – 4:28